# San Jerónimo de Juárez
San Jerónimo de Juárez es una población mexicana del estado de Guerrero. Se encuentra localizada en la región de la Costa Grande, al sursudoeste de la entidad y es cabecera del municipio de Benito Juárez.
Este lugar era conocido anteriormente como "San Jerónimo el Grande" y está ubicado a la margen derecha (hacia el sur) del río Atoyac.

## Toponimia
La población adoptó el nombre de San Jerónimo debido a que durante la conquista española, aquellos encomenderos y conquistadores españoles que exploraron la zona adjudicaron el nombre de dicho santo a este pueblo cuando llegaron por primera vez, costumbre que solían hacer con distintos pueblos.

## Historia
En el año de 1786, durante el virreinato de Nueva España,  se estableció el régimen de intendencias conllevando a un cambio en la organización política de dicho territorio y como resultado, San Jerónimo pasó a integrarse a la subdelegación de Zacatula. Ya entrado el estallido de la guerra de la Independencia de México, José María Morelos estableció en 1811 la provincia de Técpan y San Jerónimo paso formar parte de ella y posteriormente a la Capitanía General del Sur que instauró Agustín de Iturbide en 1821 en el inicio del Primer Imperio Mexicano. Al adoptar el país, una forma de gobierno como república federal en 1824, San Jerónimo pasó a formar parte del partido de Técpan y el distrito de Acapulco, en el estado de México. Para 1849, cuando se erige el estado de Guerrero, pasó a conformar el distrito de Galeana.
Posteriormente, quedó incluido como una cuadrilla (localidad) del municipio de Atoyac de Álvarez y es el 12 de abril de 1886, que por decreto, se establece como pueblo adoptando el apellido de Juárez en honor a Benito Juárez. Sin embargo, para 1922, inician las gestiones de un grupo de pobladores del lugar para la creación de un nuevo municipio, que finalmente es creado el 1 de enero de 1934 con el nombre de Benito Juárez y quedando como su cabecera la población de San Jerónimo de Juárez.

## Demografía
Según los resultados que presentó el II Conteo de Población y Vivienda que efectuó por el Instituto Nacional de Estadística y Geografía en el año 2005, la población de San Jerónimo de Juárez tenía hasta ese año una población total de 6448 habitantes, dividiéndose esta cifra por sexo, 3081 eran hombres y 3367 eran mujeres.

## Cultura
Las fiestas celebradas en la cabecera municipal y en otras localidades del municipio cercanas a ésta, son de tipo cívicas y religiosas. En la población de San Jerónimo se dan los festejos a San José, santo patrono del lugar y a Benito Juárez que inician de manera oficial el 14 de marzo con una feria de juegos mecánicos, jaripeo, palenque y un concurso de intérpretes de la canción, este último finaliza la celebración el 21 de marzo. También la localidad de Las Tunas,  se efectúan celebraciones religiosas a la virgen de la Candelaria; el evento inicia con un jaripeo y una feria el día 28 de enero y finaliza con un espectáculo de juegos pirotécnicos el 2 de febrero. Otra celebración importante y de corte religioso es la de Hacienda de Cabañas, donde se celebra en honor al santo patrono del lugar San Felipe de Jesús, iniciando el 30 de enero con una feria con jaripeo, palenque, quema de juegos pirotécnicos y culminando con un gran baile el 5 de febrero.
Dentro de los eventos cívicos destaca la de la localidad de Arenal de Álvarez, con una semana cultural en conmemoración del natalicio en dicha población de Juan Álvarez; ésta es entre los días 20 y 27 de enero y culmina con un desfile cívico en honor a dicho insurgente.